# BHLHA9
BHLHA9 (англ. Basic helix-loop-helix family member a9) – білок, який кодується однойменним геном, розташованим у людей на короткому плечі 17-ї хромосоми. Довжина поліпептидного ланцюга білка становить 235 амінокислот, а молекулярна маса — 24 132.
| 10         |  | 20         |  | 30         |  | 40         |  | 50         |
| ---------- |  | ---------- |  | ---------- |  | ---------- |  | ---------- |
| MLRGAPGLGL |  | TARKGAEDSA |  | EDLGGPCPEP |  | GGDSGVLGAN |  | GASCSRGEAE |
| EPAGRRRARP |  | VRSKARRMAA |  | NVRERKRILD |  | YNEAFNALRR |  | ALRHDLGGKR |
| LSKIATLRRA |  | IHRIAALSLV |  | LRASPAPRGP |  | CGHLECHGPA |  | ARGDTGDTGA |
| SPPPPAGPSL |  | ARPDAARPSV |  | PSAPRCASCP |  | PHAPLARPSA |  | VAEGPGLAQA |
| SGGSWRRCPG |  | ASSAGPPPWP |  | RGYLRSAPGM |  | GHPRS      |  |            |

A: Аланін

C: Цистеїн

D: Аспарагінова кислота

E: Глутамінова кислота

F: Фенілаланін

G: Гліцин

H: Гістидин

I: Ізолейцин

K: Лізин

L: Лейцин

M: Метіонін

N: Аспарагін

P: Пролін

Q: Глутамін

R: Аргінін

S: Серин

T: Треонін

V: Валін

W: Триптофан

Кодований геном білок за функцією належить до білків розвитку. 
Задіяний у таких біологічних процесах, як транскрипція, регуляція транскрипції. 
Білок має сайт для зв'язування з ДНК. 
Локалізований у цитоплазмі, ядрі.